# 龐林
龐 林（ほう りん、生没年不詳）は、中国後漢末期から三国時代にかけての人物。本貫は荊州南郡襄陽県。『三国志』蜀書に伝のある龐統の弟。

## 事績
蜀漢の荊州治中従事として、黄権の配下で夷陵の戦いに従軍していたが、敗戦の後、黄権と共に魏に降伏した。魏では列侯に封じられ、官位は鉅鹿太守に昇った。
妻は習禎の妹。建安13年（208年）、曹操が荊州を制圧した時に離れ離れとなった。彼女は十有余年に渡り、娘を幼少時から守り育て、龐林が魏に降った後にようやく再会を果たした。文帝（曹丕）は龐林の妻を賢婦と称え、寝台や衣服を下賜した。